# بساتسو مارگارت
بساتسو مارگارت (به انگلیسی: Bessatsu Margaret) مجله مانگا در ژانر شوجو است که از سال ۱۹۶۴ به صورت ماهانه در ژاپن توسط شوئیشا منتشر می‌شود.